# Банкузов, Анатолий Иванович
Анатолий Иванович Банкузов (15 января 1917, д. Мхиничи, Краснопольский район, Могилёвская область, Белоруссия — 25 мая 1980, Москва) — советский военачальник, в 1944 году — командир 17-го гвардейского ордена Суворова стрелкового полка, Герой Советского Союза.

## Биография

### Ранние годы
Анатолий Иванович Банкузов родился 15 января 1917 года, в деревне Мхиничи, Краснопольского района, Могилёвская область, Белоруссия в семье служащего. По национальности — белорус. Окончив среднюю школу, Банкузов поступил учиться в Саратовский институт механизации сельского хозяйства.
В 1938 году Банкузов был призван в ряды Красной Армии, в составе которой принимал участие в советско-финской войне. В 1940 году Банкузов окончил Саратовское военное училище НКВД СССР.

### Участие в Великой Отечественной войне
Участник Великой Отечественной войны с июня 1941 года, Банкузов сражался на Карельском, Западном, Брянском, Калининском, 2-м и 1-м Прибалтийских и 3-м Белорусском фронтах. Во время службы Банкузов последовательно занимал должности командира стрелковых взвода, роты, начальника штаба стрелкового полка. 6 февраля 1944 года Банкузов был назначен командиром 17-го гвардейского стрелкового полка.
Анатолий Банкузов принимал непосредственное участие в обороне Ленинграда, Петрозаводска, Мурманска; в освобождении городов Вязьмы, Невеля, Орши, Городка, Борисова, Минска, Лиды. Во время штурма Кёнигсберга под командованием подполковника Банкузова почти без потерь форсировал два рукава реки Прегель, соединившись с войсками 50-й армии в районе башни «Дона».
Полк под командованием гвардии подполковника Банкузова отличился при штурме города-крепости и военно-морской базы Пиллау и при форсировании пролива Зеетиф, соединяющий Балтийское море с заливом Фришес-Хафф (ныне Калининградский залив) и бое на плацдарме косы Фрише-Нерунг. Командир 17-го гвардейского стрелкового полка гвардии подполковник Банкузов умело организовал форсирование полка через пролив Зеетиф. Решительные действий 17-го гвардейского стрелкового полка способствовали разгрому противника на косе Фриш-Нерунг и капитуляции более 6000 немецких солдат и офицеров. За мужество и отвагу, проявленные при форсировании пролива Зеетиф и высадке десанта на косу Фрише-Нерунг, Банкузову Анатолию Ивановичу и 11 гвардейцам из его полка, было присвоено звание Героя Советского Союза в том числе 8 Героев из 3-го батальона гв. майора Дорофеева А. В.

### После войны
В 1947 году Анатолий Иванович Банкузов окончил Военную академию имени М. В. Фрунзе. Командовал 1-й гвардейской стрелковой Московско-Минской ордена Ленина, Краснознамённой, орденов Суворова, Кутузова дивизией. В 1953 году генерал-майор Банкузов вышел в запас, после чего жил и работал в Москве.
25 мая 1980 года Анатолий Иванович Банкузов скончался. Похоронен в Москве на Введенском кладбище (участок № 1).

## Награды
- Звание Герой Советского Союза с медалью «Золотая Звезда» (5.05.1945)
- два ордена Ленина:

1. 26.08.1941
2. 05.05.1945

- Орден Красного Знамени (3)
- Орден Суворова III степени
- Орден Кутузова III степени
- Орден Отечественной войны I степени
- Орден Отечественной войны II степени
- Орден Красной Звезды
- Медаль За боевые заслуги
- Медаль «В ознаменование 100-летия со дня рождения Владимира Ильича Ленина»
- Медаль «За оборону Советского Заполярья»
- Медаль «За победу над Германией в Великой Отечественной войне 1941—1945 гг.»
- Юбилейная медаль «Двадцать лет Победы в Великой Отечественной войне 1941—1945 гг.»
- Юбилейная медаль «Тридцать лет Победы в Великой Отечественной войне 1941—1945 гг.»
- Медаль «За взятие Кенигсберга»
- Медаль «Ветеран труда»
- Медаль «30 лет Советской Армии и Флота»
- Юбилейная медаль «50 лет Вооружённых Сил СССР»
- Юбилейная медаль «60 лет Вооружённых Сил СССР»

## Память
- На могиле Анатолия Ивановича Банкузова установлен надгробный памятник.
- Имя Героя высечено золотыми буквами в зале Славы Центрального музея Великой Отечественной войны в Парке Победы города Москвы.
- В белорусском городе Могилёв находится Аллея Славы Героев Советского Союза с табличкой, посвященной Банкузову Анатолию Ивановичу.